# Offham (Kent)
Offham – wieś w Anglii, w hrabstwie Kent, w dystrykcie Tonbridge and Malling. Leży 11 km na zachód od miasta Maidstone i 43 km na południowy wschód od centrum Londynu. Miejscowość liczy 732 mieszkańców.